# کلسیفیکاسیون
کلسیفیکاسیون (به انگلیسی: Calcification) عبارت است از جمع شدن کلسیم در یکی از بافت‌های بدن. این وضعیت به صورت طبیعی در بافت استخوانی روی داده و موجب تشکیل استخوان می‌شود. به صورت بیمارگونه در بافت‌های نرم ممکن است این مشکل بروز کند مانند کلسیفیکاسیون مفاصل یا تاندون.

## کلسیفیکاسیون پاتولوژیک
کلسیفیکاسیون بیمارگونه مثلاً در عروق، غضروف‌ها به ویژه غضروف مفاصل، پستان، پینه و دریچه‌های قلبی روی میدهد و عللی مانند افزایش ویتامین دی، افزایش کلسیم و کاهش جذب استخوانی آن، کمبود ویتامین کا (بویژه K2)، کانسر و هامارتوم موجب این مشکلات می‌شود. کلسیفیکاسیون متاستاتیک در مناطق نکروز پنیری در سل شایع است.

## روش تشخیص
تشخیص کلسیفیکاسیون از طریق تابش اشعه ایکس نظیر ماموگرافی و سونوگرافی است. در برخی موارد مانند سنگ کلیه می توان با بررسی نتایج آزمایش ادرار و آزمایش خون نیز پی به وجود آن برد. پس از تشخیص با استفاده از بافت‌برداری سوزنی از بافت نمونه‌برداری و به آزمایشگاه ارسال می شود.